# NGC 7108
NGC 7108 (również NGC 7111 lub PGC 67189) – galaktyka eliptyczna (E?), znajdująca się w gwiazdozbiorze Wodnika. Jest to galaktyka z aktywnym jądrem typu LINER.
Odkrył ją Albert Marth 3 sierpnia 1864 roku. W 1872 roku obserwował ją Édouard Jean-Marie Stephan, a ponieważ obliczona przez niego pozycja różniła się od podanej przez Martha, uznał, że odkrył nowy obiekt (jak się później okazało Marth podał pozycję o jedną minutę czasową za daleko na zachód). John Dreyer w swoim New General Catalogue skatalogował obserwację Martha jako NGC 7108, a Stephana jako NGC 7111.